# Gelásio de Cesareia
Gelásio de Cesareia (m. 395) foi um bispo de Cesareia Marítima de 367 até 373 e de 379 até sua morte. Ele foi também um escritor, embora nenhuma de suas obras tenha sobrevivido.

## Vida e obras
Gelásio participou do Primeiro Concílio de Constantinopla em 381. Ele foi forçado a renunciar a sua posição de bispo para o semi-ariano Euzoio de Antioquia entre os anos de 373 e 379, pois em se tratando de cristologia, Gelásio era um niceno firme:p. 211.
De acordo com Jerônimo de Estridão, seu estilo era cuidadoso e polido, embora ele nunca tenha publicado o que escreveu:p. 211. Porém, no século V, Sócrates Escolástico citou algumas de suas obras e parece que ele escreveu uma sequência para a História Eclesiástica de Eusébio, preservada nos primeiros quinze capítulos do décimo livro adicionado por Rufino à "História..." de Eusébio, que inclui a lenda da descoberta da Cruz verdadeira por Helena.
Gelásio era sobrinho de Cirilo de Jerusalém:p. 210, o mais vigoroso defensor de Jerusalém no final do século IV e que, em seu leito de morte, pediu que Gelásio escrevesse sua história.